# Liebfrauenkirche (Langen)

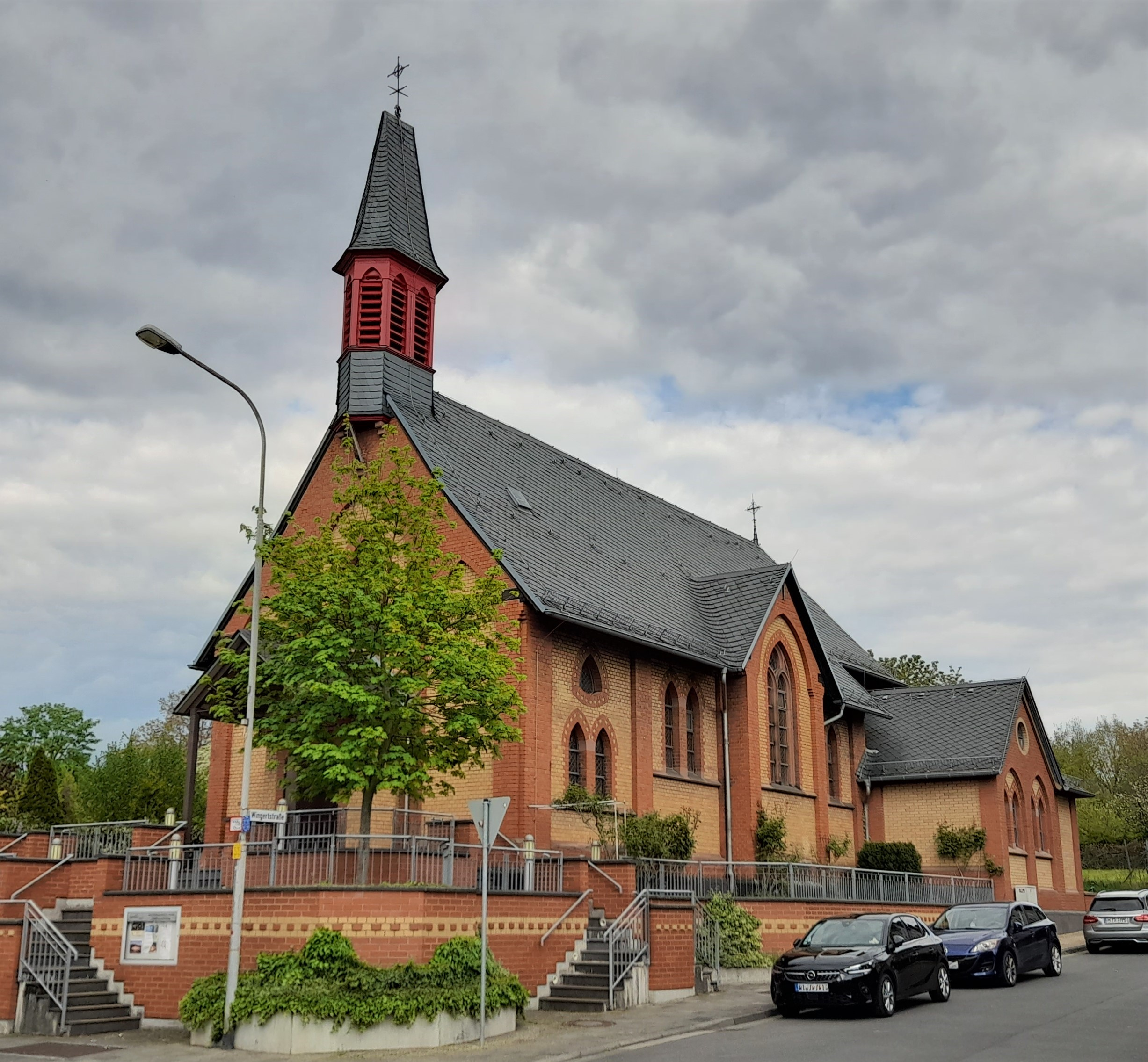
Die Liebfrauenkirche Langen, erbaut 1892–1893

Die römisch-katholische Liebfrauenkirche ist ein Kirchengebäude in Langen, einer Stadt im südhessischen Landkreis Offenbach. Die Kirchengemeinde gehört zur Pfarrei „Hl. Familie Langen-Egelsbach-Erzhausen“ der Region Mainlinie im Bistum Mainz. Die im Stil der Neugotik erbaute, älteste katholische Kirche Langens steht unter dem Patrozinium der heiligen Maria.

## Geschichte
Die erste katholische Kirche im seit der Reformation mehrheitlich evangelischen Langen wurde 1892 bis 1893 nach Plänen des Mainzer Dombaumeisters Joseph H. A. Lucas errichtet. Die Einweihung des am damaligen Langener Ortsrand gelegenen neugotischen Backsteinbaus erfolgte am 10. September 1893.
Im frühen 20. Jahrhundert stellte die Kirche den religiösen Mittelpunkt aller Katholiken im südlichen Dreieichgebiet dar, bis im Laufe der Zeit auch in den umliegenden (mehrheitlich evangelischen) Orten Dreieichenhain, Egelsbach und Sprendlingen eigenständige katholische Pfarreien etabliert wurden.
Durch den Zuzug vieler, überwiegend katholischer Heimatvertriebener nach Langen infolge des Zweiten Weltkriegs war die Liebfrauenkirche zur Mitte des 20. Jahrhunderts zu klein für die katholische Gemeinde in Langen geworden. Daher wurde mit dem Bau von St. Albertus Magnus ein größeres Kirchengebäude errichtet, das mit seiner Fertigstellung 1956 die Funktion als Langener Pfarrkirche übernahm.
Mit der Einrichtung der Pfarrei Liebfrauen als weiterer katholischer Pfarrei in Langen wurde die Liebfrauenkirche nach dreizehnjähriger, vorübergehender Nutzung als Marienkapelle 1969 wieder selbstständig. Der Status als eigenständige Pfarrei konnte bis zum 1. September 2007 gewahrt werden, als die Langener Pfarreien Liebfrauen und Albertus Magnus zur neuen Pfarrei St. Jakobus verschmolzen.
Von Oktober 2010 bis August 2011 wurde die Kirche einer umfassenden Sanierung unterzogen mit dem Ziel, das neugotische Gesamtbild des Gebäudes wiederherzustellen und die Innenraumgestaltung der Liturgiereform des Zweiten Vatikanischen Konzils anzupassen. Zuvor hatte es zwar kleinere Renovierungen gegeben, diese folgten jedoch keinem einheitlichen Konzept. Im Zuge der Sanierungsarbeiten wurde der zuvor ausgelegte Teppichboden durch einen rötlichen Sandsteinboden ersetzt, die Wände im Stil der Neugotik umgestaltet sowie der alte Altar durch einen neuen ersetzt und von der Wand abgerückt. Am 14. August erfolgte die Weihe des neuen Altars durch den Mainzer Weihbischof Werner Guballa.

## Geläut
Das erste Geläut der Liebfrauenkirche wurde 1893 angefertigt, aber bereits 1917 zu Kriegszwecken konfisziert.
Am 21. Mai 1933 erfolgte die Weihe von zwei neuen Glocken, die auf die Töne „fis“ und „a“ gestimmt waren. 1942 wurde die größere von beiden Glocken zu Kriegszwecken beschlagnahmt, lediglich die kleinere Glocke verblieb im Besitz der Gemeinde.
Am 25. Februar 2018 wurde eine im Jahr 2013 gegossene, 90 Kilogramm schwere Bronzeglocke mit dem Ton „fis“ in der Liebfrauenkirche geweiht, die als Ersatz für die 1942 konfiszierte Glocke dient. Sie wurde am 19. März 2018 im Dachreiter der Kirche aufgehängt und erstmals am Ostersonntag desselben Jahres geläutet.